# Mashed
Mashed es un videojuego de combate vehicular de carreras desarrollado por Supersonic Software. El juego se lanzó originalmente en Europa para PlayStation 2, Xbox y Microsoft Windows en junio de 2004. Una versión actualizada con características adicionales, titulada Mashed: Fully Loaded en Europa y Drive to Survive en el resto del mundo, se publicó en Europa en marzo de 2005 y en América del Norte en diciembre de 2006. La secuela Wrecked: Revenge Revisited se lanzó en 2012.

## Sistema de juego
Mashed es un videojuego de carreras de combate vehicular, similar en estilo a Micro Machines, Circuit Breakers y Super Sprint. Cada carrera consta de cuatro vehículos. El jugador tiene que esquivar varios obstáculos y coger armas para tener éxito. El juego funciona según el principio de la retaguardia: la cámara intenta mantener a todos los jugadores en una pantalla, y si uno se queda lo suficientemente atrás en la carrera, son eliminados, y los otros jugadores siguen corriendo. Esto continúa hasta que queda un jugador, al que se le dan dos puntos, mientras que el resto de los corredores también ganan o pierden puntos dependiendo de su posición final en la ronda. El sistema se repite hasta que el jugador alcanza un número determinado de puntos, normalmente 10 o 12. En el modo multijugador, los jugadores eliminados tienen la opción de atacar a los coches que aún compiten con misiles parcialmente controlados, conocidos como ataques aéreos.
Mientras que el juego permite el modo multijugador para cuatro jugadores, la PlayStation 2 sólo admite dos mandos de forma nativa. Como el juego usa tan pocos botones, la versión de PlayStation 2 permite que dos personas compartan un mando: un jugador usaría el panel y el joystick izquierdo, el otro usaría los botones de colores y el joystick derecho. El juego soporta la pulsación múltiple de PS2  para los cuatro jugadores.

## Recepción
Mashed recibió críticas positivas. Andy Young, de Videogamer.com, le dio un 8/10 diciendo "Un gran juego multijugador. Uno de los mejores de nuestros días"  La web de revisiones GameRankings le dio a la versión de PlayStation 2 un 79.13%, la versión de Xbox un 78.38% y a la versión de PC un 70.14%.